# Roberto Cicciomessere
Roberto Cicciomessere (Bolzano, 30 ottobre 1946 – Roma, 26 maggio 2023) è stato un politico e informatico italiano, esponente del Partito Radicale, di cui fu due volte segretario, deputato alla Camera ed europarlamentare, e successivamente consulente per le politiche del lavoro.

## Biografia
Nato a Bolzano nel 1946, tesoriere del Partito Radicale, nel 1970 ne diventò segretario generale fino al 1971, e dal 1983 al 1984. Nel 1972 venne arrestato e rinchiuso in un carcere militare per obiezione di coscienza.
Fu membro della Camera dei deputati per il Partito Radicale per cinque legislature (1979-1984 e 1990-1994).
Entrò al parlamento europeo nel settembre 1984, dopo essere stato candidato alle elezioni del 1984 per la lista del partito Radicale. Fu membro della commissione per i bilanci, della commissione per il regolamento e le petizioni, della delegazione per le relazioni con Israele, della commissione per gli affari istituzionali, della commissione per il regolamento, la verifica dei poteri e le immunità, fino al 1989.
Nel 1989 creò a Roma, insieme a Gianni Sandrucci, Agorà Telematica, una BBS, raggiungibile in fonia e anche tramite la rete di commutazione a pacchetto basata su Itapac.
Alle elezioni europee del 1999 si candidò, con la Lista Emma Bonino, nelle circoscrizioni Italia centrale e Italia meridionale, ma senza essere eletto nonostante il sorprendente risultato dell'8,5% dei voti della lista.
Nel 2006 partecipò al progetto Volenterosi distinguendosi con un intervento sulla Pubblica Amministrazione in Italia. Nel 2007 seguì la vicenda parlamentare del cosiddetto "protocollo welfare", ovvero l'intesa programmatica su previdenza, lavoro e competitività sottoscritta dalle organizzazioni sindacali Cgil, Cisl e Uil con il governo Prodi il 23 luglio 2007 e successivamente convertita nella Legge 24 dicembre 2007 n. 247.
Alle elezioni europee del 2009 si candidò con la Lista Pannella-Bonino nella circoscrizione Italia insulare, ma senza essere eletto.
Dal 2003 fu consulente di Italia Lavoro per gli studi e le ricerche sul mercato delle lavoro. Collaborò con il Cerm dal 2008 al 2009. Pubblicò studi sulle criticità della partecipazione femminile al mercato del lavoro e sulle donne inattive per motivi familiari, sul welfare aziendale, sui giovani che non studiano e non lavorano (Neet), sugli esiti professionali dell'apprendistato e sulle politiche attive del lavoro.
Roberto Cicciomessere è morto a Roma la mattina del 26 maggio 2023 all’età di 76 anni.

## Vita privata
Ha avuto una relazione sentimentale con l'esponente del Partito Radicale Emma Bonino.

## Incarichi parlamentari

### Camera dei deputati

#### VII legislatura
- Componente della 7ª Commissione Difesa della Camera dei deputati (dal 21 febbraio 1979 al 19 giugno 1979)
- Componente della Commissione parlamentare per l'indirizzo generale e la vigilanza dei servizi radiotelevisivi (dal 27 febbraio 1979 al 19 giugno 1979)

#### VIII legislatura
- Componente della 7ª Commissione Difesa della Camera dei deputati (dall'11 luglio 1979 all'11 luglio 1983)
- Componente della Commissione parlamentare per l'indirizzo generale e la vigilanza dei servizi radiotelevisivi (dal 15 gennaio 1980 al 27 febbraio 1981)
- Commissione parlamentare d'inchiesta e di studio sulle commesse di armi e mezzi ad uso militare e sugli approvvigionamenti (dall'11 febbraio 1981 al 18 maggio 1982; dal 19 maggio 1982 all'11 luglio 1983)

#### IX legislatura
- Componente della 7ª Commissione Difesa della Camera dei deputati (dal 10 agosto 1983 al 13 novembre 1984)

#### X legislatura
- Componente della 3ª Commissione affari esteri e comunitari della Camera (dal 13 settembre 1990 al 22 aprile 1992)

#### XI legislatura
- Componente della 4ª Commissione Difesa della Camera dei deputati (dal 9 giugno 1992 al 14 aprile 1994)

### Parlamento europeo
- Commissione per il regolamento e le petizioni (23-10-1984 / 20-01-1987)
- Commissione per i bilanci (23-10-1984 / 20-01-1987)
- Delegazione per le relazioni con Israele (12-02-1985 / 24-07-1989)
- Commissione per il regolamento, la verifica dei poteri e le immunità (21-01-1987 / 24-07-1989)
- Commissione per gli affari istituzionali (21-01-1987 / 24-07-1989)

## Opere
- (con Fabio Pammolli e Nicola Salerno) Mezzogiorno d'Italia, Primo baedeker dello sviluppo territoriale e regionale, Cerm, 2008
- (con Maurizio Sorcioni) La collaborazione tra gli operatori pubblici e privati, Italia Lavoro, 2009
- (con Maurizio Sorcioni, Marco Manieri, Alberto Cuevas e Andrea Fontanesi) Lo sviluppo dei servizi alla persona e il lavoro accessorio, 2009
- Europa 2020: una strategia per l'occupazione e per una crescita intelligente,inclusiva e sostenibile, Italia Lavoro, 2010
- (con Leopoldo Mondauto, Marco Manieri e Antonella Marsala) Neet: i giovani che non studiano, non frequentano corsi di formazione e non lavorano (Italia), Caratteristiche e cause del fenomeno e analisi delle politiche per contenerlo, Italia Lavoro, 2010
- L'indagine longitudinale sui percorsi professionali degli apprendisti, L'evoluzione della posizione professionale degli apprendisti nel corso di tre anni (2007-2009), Italia Lavoro, 2011
- Donne in Italia, una grande risorsa non ancora pienamente utilizzata, I principali indicatori sulla condizione sociale ed economica delle donne e sulle criticità irrisolte della partecipazione femminile al mercato del lavoro, Italia Lavoro, 2012
- Le donne inattive per motivi familiari, Le complesse e inattese ragioni che spingono le donne che diventano madri o che devono prendersi cura dei figli o di adulti non autosufficienti a non entrare nel mercato del lavoro, Italia Lavoro, 2012
- (con Marianna Cosseddu) Gli indicatori complementari al tasso di disoccupazione, Le forze di lavoro potenziali, i sottoccupati e il tasso di mancata partecipazione al lavoro in un'ottica territoriale e di genere, Italia Lavoro, 2012
- (con Maurizio Sorcioni e Antonella Marsala) La condizione femminile sul mercato del lavoro meridionale, in "Rapporto SVIMEZ 2012 sull'economia del Mezzogiorno", Milano, il Mulino, 2012. ISBN 978-88-15-23851-1